# Giuseppe Moretti
Giuseppe L. Moretti, född 30 november 1782 i Roncaro, död 2 december 1853, var en italiensk botaniker och mykolog.

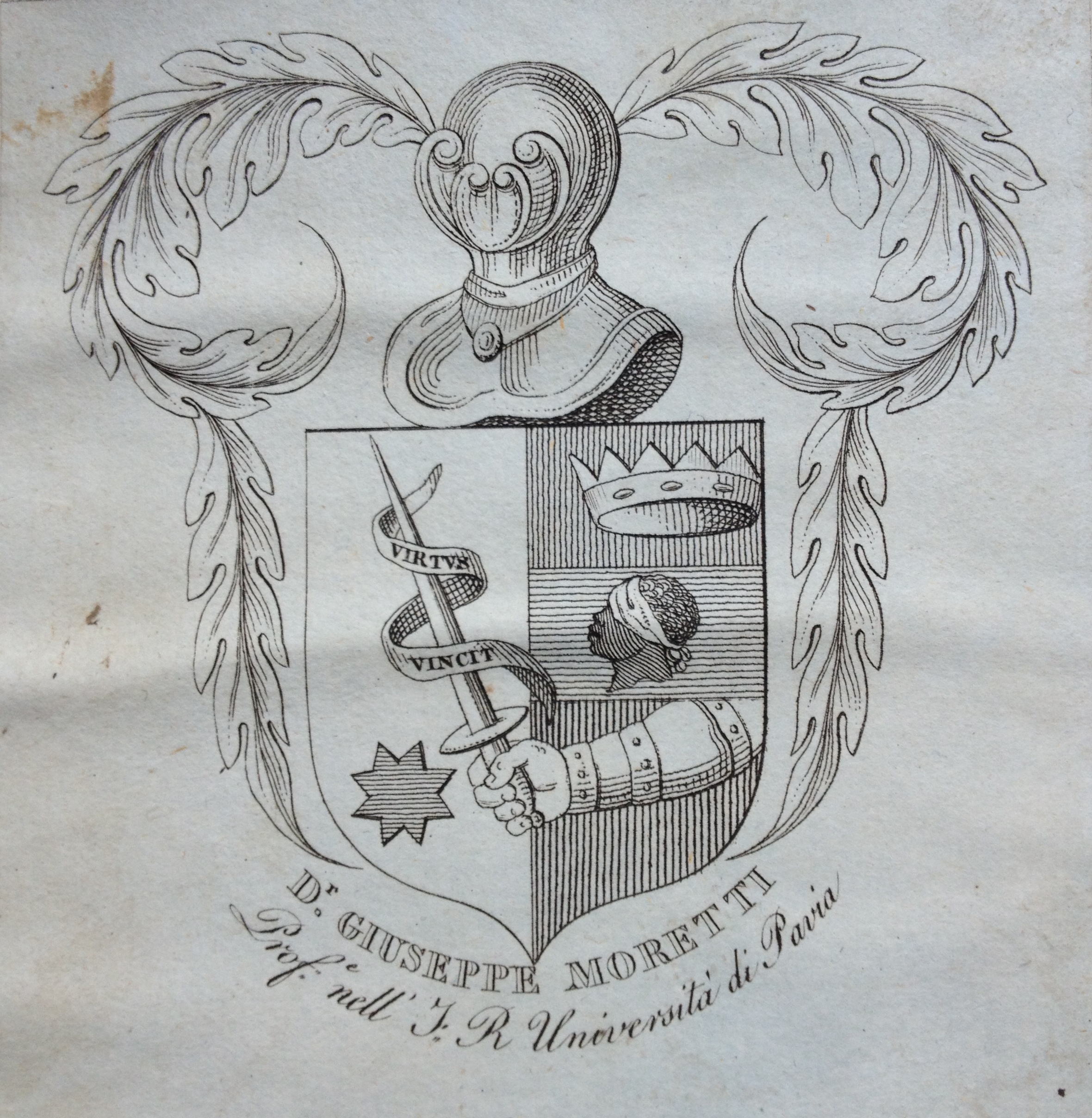
Giuseppe Moretti's ex libris

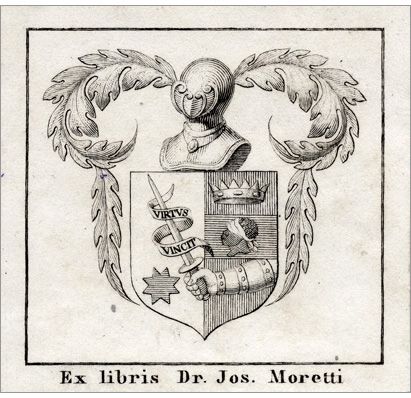
Giuseppe Moretti's ex libris

Moretti undervisade i botanik vid universitetet i Pavia från 1826 och var prefekt för Botaniska trädgården i Pavia. Han samlade in, studerade och klassificerade växter på den italienska halvön och rapporterade sin fynd i brev till  William Henry Fox Talbot i Linnean Society of London.  Arten Morettia i familjen Brassicaceae är uppkallad efter honom. Auktorsnamnet Moretti kan användas för Giuseppe Moretti i samband med ett vetenskapligt namn inom botaniken; se Wikipediaartiklar som länkar till auktorsnamnet.